# IC 5277
IC 5277 ist eine kompakte Galaxie vom Hubble-Typ C im Sternbild Tukan am Südsternhimmel. Sie ist schätzungsweise 434 Millionen Lichtjahre von der Milchstraße entfernt und hat einen Durchmesser von etwa 65.000 Lichtjahren.
Im selben Himmelsareal befinden sich u. a. die Galaxien IC 5266, IC 5272, IC 5280.
Das Objekt wurde am 29. August 1900 von DeLisle Stewart entdeckt.